# Franciszek Szczerbal
Franciszek Szczerbal (ur. 31 października 1914 w Lubini Małej, zm. 11 września 1981 w Poznaniu) – polski nauczyciel oraz działacz społeczny i polityczny.

## Życiorys
Syn Stanisława i Władysławy. W latach 30. uczył w szkole podstawowej w Sątopach. W czasie II wojny światowej działał w ruchu oporu i pracował w biurze w Lwówku, którego burmistrzem był w połowie lat 40., był też wójtem gminy Lwówek. Przystąpił do Polskiej Partii Robotniczej (od 1945 do 1946 zasiadał w jej Komitecie Powiatowym w Nowym Tomyślu), Towarzystwa Przyjaźni Polsko-Radzieckiej, Towarzystwa Przyjaciół Żołnierza, Ligi Morskiej i Związku Samopomocy Chłopskiej. Od początku października 1946 do połowy maja 1947 był naczelnikiem Wojewódzkiego Urzędu Informacji i Propagandy w Poznaniu, przez kolejne trzy miesiące wiceprezydentem Gniezna, a następnie (od 16 sierpnia 1947 do 30 września 1949) starostą powiatu czarnkowskiego.
W grudniu 1948 wraz z PPR przystąpił do Polskiej Zjednoczonej Partii Robotniczej. Od października 1949 do września 1950 był instruktorem w Wydziale Administracyjnym Komitetu Wojewódzkiego tej partii w Poznaniu. Od 1950 zasiadał w Wojewódzkiej Radzie Narodowej w Poznaniu. W jej prezydium w latach 1952–1955 był sekretarzem, od 1955 do 1956 zastępcą przewodniczącego, a w latach 1956–1972 przewodniczącym. W październiku 1956 zasiadł w egzekutywie KW PZPR w Poznaniu, a w 1964 został zastępcą członka Komitetu Centralnego partii.
Sprawował mandat posła na Sejm PRL III, IV, V i VI kadencji (1961–1976). W trakcie III i IV kadencji reprezentował okręg Szamotuły, w trakcie V okręg Gniezno, a w trakcie VI okręg Leszno.
Od stycznia 1973 do śmierci był przewodniczącym Wojewódzkiego Komitetu Frontu Jedności Narodu w Poznaniu, zasiadał też w Ogólnopolskim Komitecie FJN. Był również członkiem Związku Zawodowego Pracowników Państwowych i Społecznych.
Pochowany został w Alei Zasłużonych na cmentarzu Junikowskim w Poznaniu (AZ-P-043).

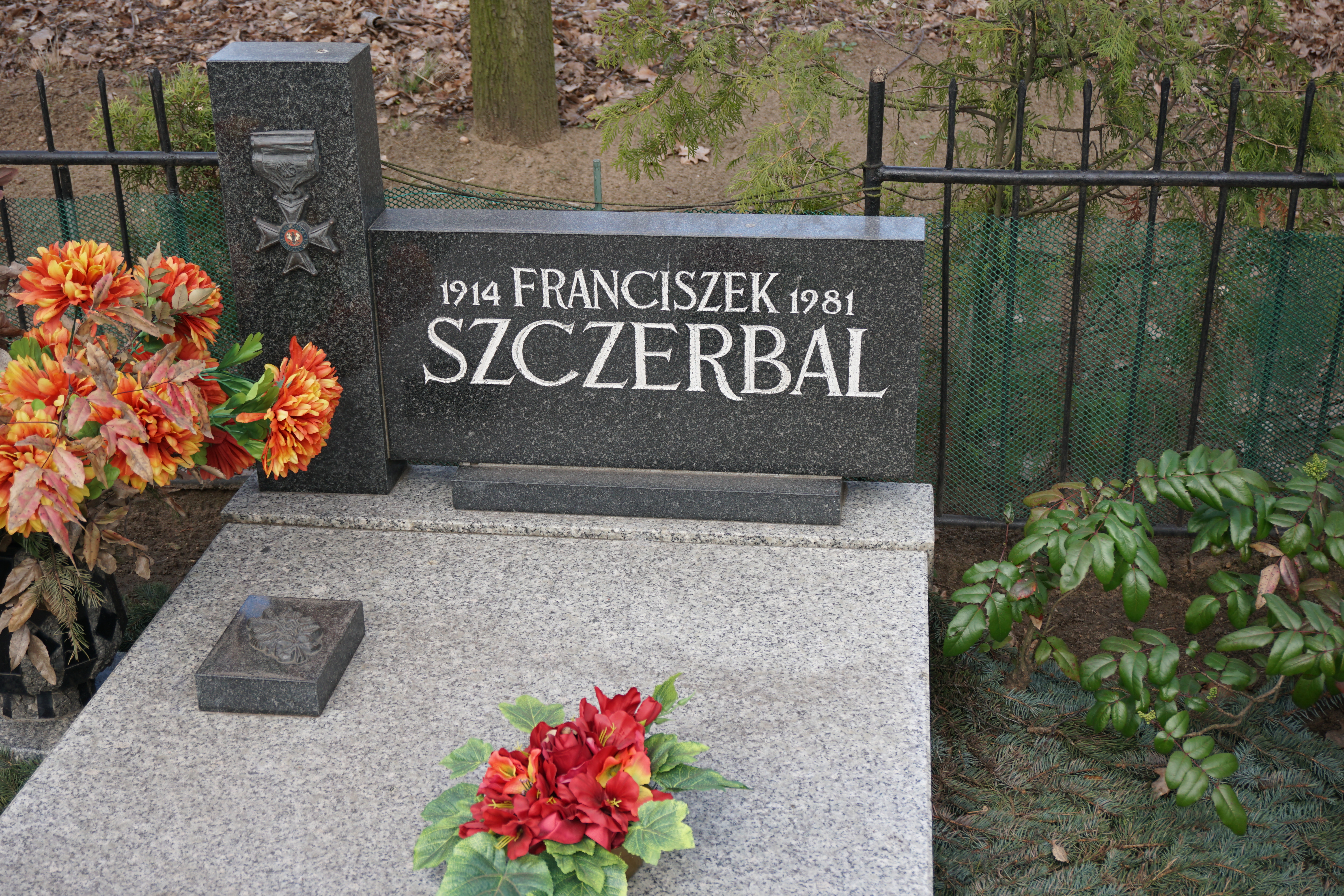
Grób Franciszka Szczerbala na Cmentarzu Junikowskim

## Odznaczenia
- Order Sztandaru Pracy I klasy (1964)[2]
- Order Sztandaru Pracy II klasy (1959)[3]
- Krzyż Komandorski z Gwiazdą Orderu Odrodzenia Polski
- Krzyż Kawalerski Orderu Odrodzenia Polski
- Złoty Krzyż Zasługi (1954)[4]
- Medal 10-lecia Polski Ludowej (1955)[5]
- Złoty Znak Związku Ochotniczych Straży Pożarnych (1965)[6]
- Odznaka 1000-lecia Państwa Polskiego (1966)[7]
- Odznaka honorowa „Zasłużony Pracownik Rady Narodowej” (1973)[8]